# Oljehamnen
Oljehamnen (vertaling: 'Oliehaven') is een deelgebied (Delområde) in het stadsdeel Centrum van de Zweedse stad Malmö. Het gebied is vrij verlaten. In 2013 woonden er in het gebied geen mensen. Het gebied ligt in het noordoostelijk deel van de haven. Naast een groot aantal olieopslagtanks bevinden zich een aantal chemische industrieën in dit gebied.